# PortableApps.com
PortableApps.comとは基本的にWindowsに対応する無料ポータブルアプリケーションを配布するウェブサイトである。これらのポータブルアプリケーションはUSBメモリのようなリムーバブルメディアで使用できる。ユーザーデータはサブフォルダに保存されるため、ユーザーはデータに影響を与えることなくソフトウェアを更新したり移動させることができる。ソフトウェアをアンインストールする時はメインフォルダを削除するだけで良い。
サイトを開設したのはジョン・T・ハラーでソフトウェアの開発者、設計者、翻訳者の計100人以上がサイトに関わっている。

## 歴史
2004年3月にMozilla Firefoxのポータブルバージョンを手掛けたことから始まった。その後ハラーはMozilla ThunderbirdやOpenOffice.orgにも対応する形でプロジェクトを拡大した。その内、ポータブルソフトウェアのオープンソース集団はハラーの個人ウェブサイトで成長し、やがてPortableApps.comというコミュニティサイトに移行することになる。現在サイトではフォーラムのメンバーによって多種多様のプロジェクトが結成され、またバグ報告や提案にもサイトは活用されている。いくつかのPortableAppsディストリビューションはSourceForgeで管理されている。

## フォーマット
アプリケーションインストーラーはファイル名の最後は.paf.exeと付ける規則に沿ったPortableApps.comメニューやHTMLドキュメント、データを保存するデータディレクトリ含むエクステンションを使用するように設計されていて、PortableApps.com Backup utilityでデータをシンプルにバックアップできるようになっている。PortableApps.comメニューを使うインストーラーはNSISインストーラーが必要にあるが、自己解凍ファイルやインストーラー実行ファイルで圧縮することができる。
アプリケーションの多数はWindows 2000以降に対応している。また、Unix系OSのWineで動作するアプリケーションも多く、古いバージョンのアプリケーションの場合、Windows 95/98/Meといった新たなサポートが無い古いOSで動作することも多い。

## PortableApps.com Launcher
The PortableApps.com Launcher（略称PAL）はパスリダイレクション処理、環境変数変更、ファイルとディレクトリの移動、設定ファイルパスの更新と環境設定にあるのと同様の変更をすることでアプリケーションのポータブル起動を可能にする。また、ソフトウェアをベースとなるアプリケーションにカスタムコードや設定変更を書き込む必要なくポータブル化できる。PortableApps.comで公開された一部のソフトウェアパッケージは現在もなお、自身のカスタムランチャーで動作しているが、PortableApps.com Launcherは新たに公開されたアプリケーションで使用されている。

## PortableApps.com Platform
PortableApps.com Platformはポータブルアプリケーションを動作させるのに必須ではないが、さらに統合されたエクスペリエンスを提供するのが可能である。機能は以下のとおり:
- インストールされたポータブルアプリケーションのメニュー
- 新たなアプリケーションを探してインストールするためのアプリケーションディレクトリ
- USBドライブ内検索機能
- インストールされたアプリケーションを最新版に保つアップデーター
- ポータブルフォント
- バックアップツール